# حكومة صلاح الدين البيطار الثالثة
تشكلت حكومة صلاح الدين البيطار الثالثة في 4 آب 1963 بموجب المرسوم رقم 781 الصادر بتاريخ 4 آب 1963 القاضي بتشكيل حكومة الجمهورية العربية السورية برئاسة السيد صلاح الدين البيطار واستمرت حتى استقالتها في 12 تشرين الثاني 1963 بموجب المرسوم 1423. نصت المادة الثانية من المرسوم 781 لعام 1963 بتكليف العميد أركان حرب عبد الله زيادة بمهام وزارة الدفاع إضافة إلى عمله.

## التشكيل الوزاري
السيد صلاح الدين البيطار، رئيساً لمجلس الوزراء ووزيراً للخارجية
- السيد الدكتور سامي الجندي، وزيراً للإعلام ووزيراً للثقافة والإرشاد القومي بالوكالة
- السيد منصور الأطرش، وزيراً للشؤون الاجتماعية والعمل
- السيد أحمد أبو صالح، وزيراً للمواصلات ووزيراً للأشغال العامة بالوكالة
- السيد شبلي العيسمي، وزيراً للإصلاح الزراعي
- العميد أركان حرب غسان حداد، وزيراً للتخطيط
- الدكتور إبراهيم ماخوس، وزيراً للصحة والإسعاف العام
- السيد مصطفى الشماع، وزيراً للمالية
- الدكتور عبد الخالق النقشبندي، وزيراً لشؤون رئاسة المجلس الوطني لقيادة الثورة والوحدة
- الدكتور جورج طعمة، وزيراً للاقتصاد
- الدكتور عادل طربين، وزيراً للزراعة
- الدكتور شاكر الفحام، وزيراً للتربية والتعليم
- السيد مظهر العنبري، وزيراً للعدل ووزيراً للأوقاف بالوكالة
- الدكتور نور الدين الرفاعي، وزيراً للصناعة
- السيد صالح المحاميد، وزيراً للشؤون البلدية والقروية
- الدكتور نور الدين الأتاسي، وزيراً للداخلية
- السيد محمود جيوش، وزيراً للتموين
- العميد أركان حرب عبد الله زيادة، يكلف بمهام وزارة الدفاع إضافة إلى عمله

## روابط خارجية
- مجلس الوزراء السوري
- الحكومات السورية على موقع رئاسة مجلس الوزراء
- الحكومات السورية على موقع مجلس الشعب السوري
- وزارات الدولة على بوابة الحكومة الإلكترونية السورية
- الوزارات والهيئات الحكومية على موقع مجلس الشعب السوري